# George Szirtes
George Szirtes (Budapest, 1948. november 29. –) magyar születésű, angol nyelven író brit költő, magyar irodalmi művek angolra fordítója. Élete nagy részét az Egyesült Királyságban töltötte.

## Élete
1956-ban, 8 évesen, menekültként érkezett Angliába. Londonban nőtt fel, és képzőművészetet tanult a fővárosban és Leedsben.
Első versei országos lapokban jelentek meg 1973-ban, első könyve pedig, The Slant Door (’A ferde ajtó’) 1979-ben, mellyel a következő évben elnyerte a Geoffrey Faber-emlékdíjat.
Munkáját számos díjjal ismerték el, Reel (’Filmtekercs’) c. kötete például 2004-ben elnyerte a T. S. Eliot-díjat, a Poetry (’Költészet’) folyóirat pedig a versek Bess Hokin-díjával tüntette ki 2008-ban. A magyar vers-, próza- és drámairodalom műveinek átültetését szintén több alkalommal jutalmazták.
Szirtes a Norfolk megyei Wymondhamben él, és az East Anglia Egyetemen tanít. Felesége Clarissa Upchurch képzőművész; vele együtt vezette korábban a The Starwheel Press könyvkiadót, és ő tervezte férje legtöbb könyvének borítóját. Clarissa Budapest iránti érdeklődése folytán több mint húsz évet töltött a város felfedezésével, hogy utcáit, házait, udvarait festményeken és rajzokon örökítse meg.

## Díjai, elismerései
- 1980 – Faber-emlékdíj a The Slant Door-ért
- 1982 – a Királyi Irodalmi Társaság tagjának választják
- 1984 – a Művészeti Tanács utazási ösztöndíja
- 1986 – Cholmondeley-díj
- 1990 – Déry-díj Az ember tragédiájának fordításáért
- 1991 – A Magyar Köztársaság csillagrendje
- 1992 – a Whitbread Költészeti Díj döntőse a Bridge Passages-ért
- 1995 – Európai Versfordítói Díj a New Life-ért
- 1996 – az Aristeion Fordítói Díj döntőse a New Life-ért
- 1999 – a Sony Bronzdíja, 1999 – a BBC Radio Three, Danube programjában való közreműködéséért
- 1999 – a Weidenfeld-díj döntőse a The Adventures of Sindbad-ért
- 2000 – a Forward-díj egyéni vers döntőse: Norfolk Fields
- 2002 – Angol–Magyar Kulturális Kapcsolatok George Cushing-díja
- 2002 – az Írók Társasága utazási ösztöndíja
- 2003 – a Leverhulme kutatói ösztöndíja
- 2004 – Pro Cultura Hungarica díj
- 2005 – T. S. Eliot-díj a Reel-ért
- 2005 – a Weidenfeld-díj döntőse a Night of Akhenaton-ért
- 2005 – a Popescu-díj döntőse a Night of Akhenaton-ért
- 2005 – a PEN Fordítói Alap díja a PEN amerikai központjától
- 2007 – Laureate díj, A Költészet Nappalai és Éjszakái Fesztivál, Románia
- 2008 – Bess Hokin-díj (USA) a Költészeti Alapítványtól
- 2009 – a T. S. Eliot-díj döntőse a The Burning of the Books and Other Poems-ért
- 2013 – CLPE-díj az In The Land if the Giants gyermekversekért
- 2013 – Legjobb Könyvfordítás Díja nyertese, a Sátántangóért[2]

## Művei

### Verseskötetei
- Poetry Introduction 4 Craig Raine-nel, Alan Hollinghursttal, Alistair Elliott-tal, Anne Cluysenaarral and Cal Clothierrel közösen (Faber, 1978)
- The Slant Door (Secker & Warburg, 1979)
- November and May (Secker & Warburg, 1981)
- Short Wave (Secker & Warburg, 1984)
- The Photographer in Winter (Secker & Warburg, 1986)
- Metro (OUP, 1988)
- Bridge Passages (OUP, 1991)
- Blind Field (OUP September 1994)
- Selected Poems (OUP, 1996)
- The Red All Over Riddle Book (Faber, for children, 1997)
- Portrait of my Father in an English Landscape (OUP, 1998)
- The Budapest File (Bloodaxe, 2000)
- An English Apocalypse (Bloodaxe, 2001)
- A Modern Bestiary with artist Ana Maria Pacheco (Pratt Contemporary Art 2004)
- Reel (Bloodaxe, 2004)
- New and Collected Poems (Bloodaxe, 2008)
- Shuck, Hick, Tiffey - Three libretti for children, Ken Crandell-lel közösen (Gatehouse, 2008)
- The Burning of the Books (Circle Press, 2008)
- The Burning of the Books and Other Poems (Bloodaxe, 2009)
- In the Land of the Giants - gyerekeknek (Salt, 2012)
- Bad Machine (Bloodaxe, 2013)
- Bad Machine (Sheep Meadow, 2013, USA)

### Műfordításai
- Madách Imre: The Tragedy of Man (Az ember tragédiája), verses színmű (Corvina / Püski 1989)
- Csoóri Sándor: Barbarian Prayer (Barbár imádság). Válogatott versek (egyik fordító, Corvina 1989)
- Vas István: Through the Smoke (Füstön át). Válogatott versek. (szerkesztő és egyik fordító, Corvina, 1989)
- Kosztolányi Dezső: Anna Édes (Édes Anna). Regény. (Quartet, 1991)
- Orbán Ottó: The Blood of the Walsungs. Válogatott versek. (szerkesztő és nagy részben fordító, Bloodaxe, 1993)
- Rakovszky Zsuzsa: New Life. Válogatott versek. (szerkesztő, fordító, Oxford University Press, March, 1994)
- The Colonnade of Teeth: Twentieth Century Hungarian Poetry (antológia, társszerkesztő és fordító, Bloodaxe 1996)
- The Lost Rider: Hungarian Poetry 16-20th Century, antológia, szerkesztő és elsődleges fordító (Corvina, 1998)
- Krúdy Gyula: The Adventures of Sindbad (Szindbád utazásai), novellák (CEUP, 1999)
- Krasznahorkai László: The Melancholy of Resistance (Az ellenállás melankóliája), (Quartet, 1999)
- The Night of Akhenaton: Selected Poems of Ágnes Nemes Nagy (szerkesztő-fordító, Bloodaxe 2003)
- Márai Sándor: Conversation in Bolzano (Vendégjáték Bolzanóban) (Knopf / Random House, 2004)
- Krasznahorkai László: War and War (Háború és háború) (New Directions, 2005)
- Márai Sándor: The Rebels (Zendülők) (Knopf / Random House 2007; Vintage / Picador, 2008)
- Karinthy Ferenc: Metropole (Epepe) (Telegram, 2008)
- Márai Sándor: Esther's Inheritance (Eszter hagyatéka) (Knopf / Random House, 2008)
- Márai Sándor: Portraits of a Marriage (Az igazi, valamint Judit… és az utóhang) (Knopf / Random House, 2011)
- Kiss Yudit: The Summer My Father Died (Apám halálának nyara) (Telegram, 2012)
- Krasznahorkai László: Satantango (Sátántangó) (New Directions, 2012)
- Szabó Magda: Iza's ballad (Pilátus); Harvill Secker, London, 2014

### Szerkesztőként
- The Collected Poems of Freda Downie (Bloodaxe 1995)
- The Colonnade of Teeth: Modern Hungarian Poetry,George Gömörivel mint társszerkesztővel közösen (Bloodaxe 1997)
- New Writing 10, Anthology of new writing co-edited with Penelope Lively (Picador 2001)
- An Island of Sound: Hungarian fiction and poetry at the point of change, Vajda Miklóssal mint társszerkesztővel közösen (Harvill 2004)
- New Order: Hungarian Poets of the Post-1989 Generation (Arc 2010)
- In Their Own Words: Contemporary Poets on Their Poetry, Helen Ivoryval mint társszerkesztővel közösen (Salt, 2012)

### Felvételek
- The Poetry Quartets 6, with Moniza Alvi, Michael Donaghy and Anne Stevenson (Bloodaxe / British Council 2001)
- George Szirtes (Poetry Archive, 2006)

## Magyarul
- George Szirtes versei; vál., utószó Ferencz Győző, ford. Ferencz Győző et al.; Európa, Bp., 1987 (Új Pegazus)
- Előhívás. Anyám regénye; ford. Kúnos László, Rakovszky Zsuzsa; Corvina, Bp., 2019

## Külső hivatkozások

### Angolul
- George Szirtes honlapja
- George Szirtes blogja
- Kortárs írók
- Writers Artists
- Interjú John Tusával, BBC Radio 3 Archiválva 2011. május 5-i dátummal a Wayback Machine-ben
- George Szirtes T. S. Eliot-előadása, 2005
- Cikk a Hungarian Quarterlyben
- Szirtes cikke a rejtett zsidó gyökerekről a Habitus: A Diaspora Journalban
- Szirtes a The Poetry Archive-ban
- Két verse a Guernica Magazine-ban

### Magyarul
- George Szirtes: „Az én feladatom a forma biztosítása” (Origó, 2008. március 7.)
- A valóság zenéje Archiválva 2013. július 21-i dátummal a Wayback Machine-ben (Könyvesblog, 2013. május 28.)

## Fordítás
- Ez a szócikk részben vagy egészben a George Szirtes című angol Wikipédia-szócikk ezen változatának fordításán alapul.  Az eredeti cikk szerkesztőit annak laptörténete sorolja fel. Ez a jelzés csupán a megfogalmazás eredetét és a szerzői jogokat jelzi, nem szolgál a cikkben szereplő információk forrásmegjelöléseként.